# Parc Jean-Perdrix
Le parc Jean-Perdrix est un grand parc public situé sur la commune de Valence, dans le département de la Drôme. Le parc est connu pour abriter une œuvre d'art monumentale sous la forme de deux châteaux d'eau, mais aussi il dispose d'un vaste plan d'eau, d'un amphithéâtre et de plusieurs courts de tennis. Il se situe entre les quartiers du Plan et de Fontbarlettes, dans le nord-est de la ville. Le parc est bordé par la route de Montélier au nord, la rue Mozart au sud, l'école maternelle Maurice Ravel à l'ouest, et le Tennis Club de Valence-le-Haut à l'est. Le parc est nommé en l'honneur de Jean Perdrix, maire de Valence de 1957 à 1971.

## Description
Ce grand parc a été conçu au milieu des années 1960 par Michel et Ingrid Bourne, deux architectes-paysagistes qui firent le choix d'un espace généreusement arboré. Il est facile à repérer, grâce aux deux châteaux d'eau qui se voient de loin. Ces œuvres d'art sont signées par le sculpteur grec Philolaos Tloupas à l'initiative de l'architecte urbaniste André Gomis.
S'étendant sur près de 26 hectares, Jean-Perdrix devient le plus grand parc de la ville et compte aujourd'hui plus de 4 000 arbres dont 400 cèdres, un vaste plan d'eau et un amphithéâtre. On s'y promène en famille, dans les allées, près du bosquet de cèdres, autour de l'amphithéâtre ou près du plan d'eau avec ses nénuphars et ses canards. Les enfants jouent dans les aires aménagées, les boulistes disposent d'un terrain (à l'entrée sud, non loin des jardinières fleuries) et les amateurs de sport d'un parcours de santé. Ce parc a accueilli jusqu'en 2015 le feu d'artifice du 14 juillet.

## Historique
En 1962, pour faire face à l’accroissement de sa population, la ville de Valence, sous l’impulsion du maire Jean Perdrix, décide de créer un nouveau quartier, sous la forme d’une « zone à urbaniser en priorité » (ZUP), dont la conception est confiée à l’architecte urbaniste André Gomis. Le quartier est constitué de deux parties séparées par un grand parc au milieu duquel est projeté un château d’eau, destiné à servir de repère à ce nouveau quartier. Les travaux commencent en 1969 et se poursuivent jusqu’en mai 1971.
La mort de l’architecte André Gomis en 1971 et le changement de municipalité remettent en cause l’aménagement des alentours du château d’eau, qui ne seront pas réalisés. En 1981, le château d’eau obtient le prix du « quartier de l’horloge » qui récompense la meilleure réalisation d’art urbain des années 1970 en France.

## Château d'eau
Avec l'aide d'ingénieurs sur le plan technique, deux éléments hélicoïdaux voient le jour en 1969. Le souci de l'artiste de rompre avec la symétrie a été respecté. Les châteaux d'eau sont respectivement hauts de 52 mètres et 57 mètres. Cette sculpture-château d'eau est unique au monde et fut couronnée meilleure œuvre d'art urbain en France et le label "Patrimoine du XXe siècle" lui a été attribué.

## Galerie d'images

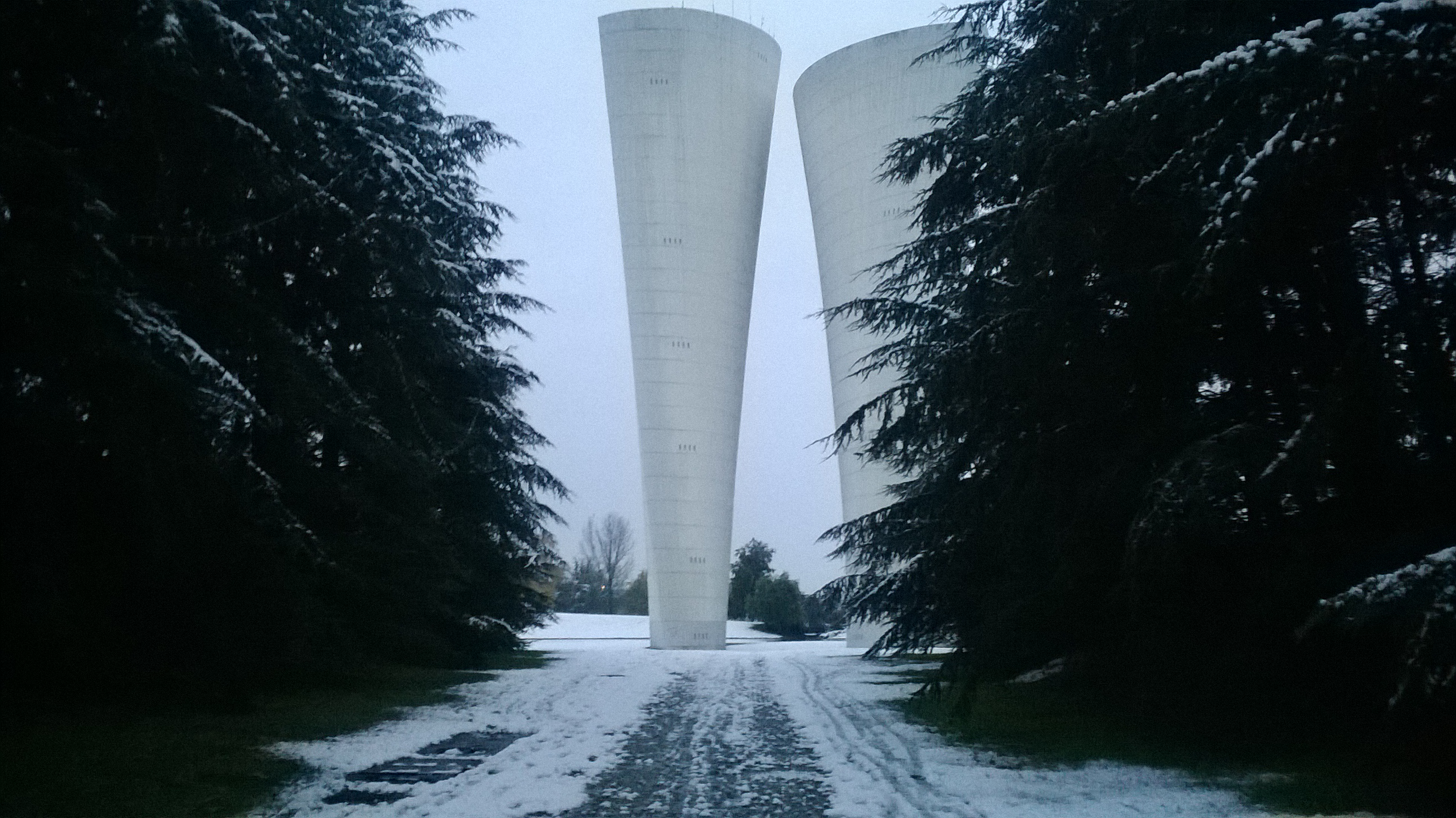
Entrée nord du parc.
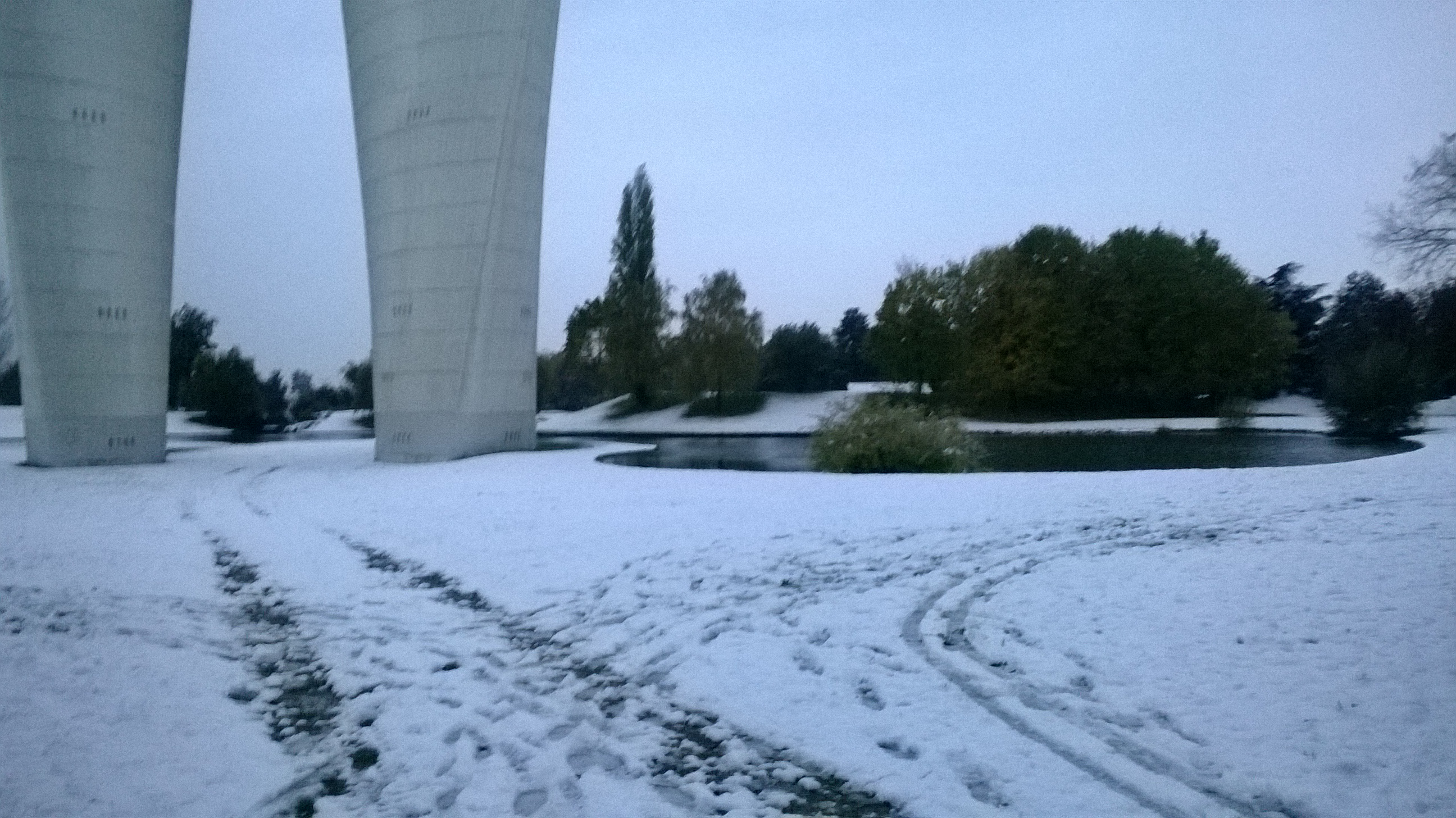
En hiver, le lac est partiellement gelé
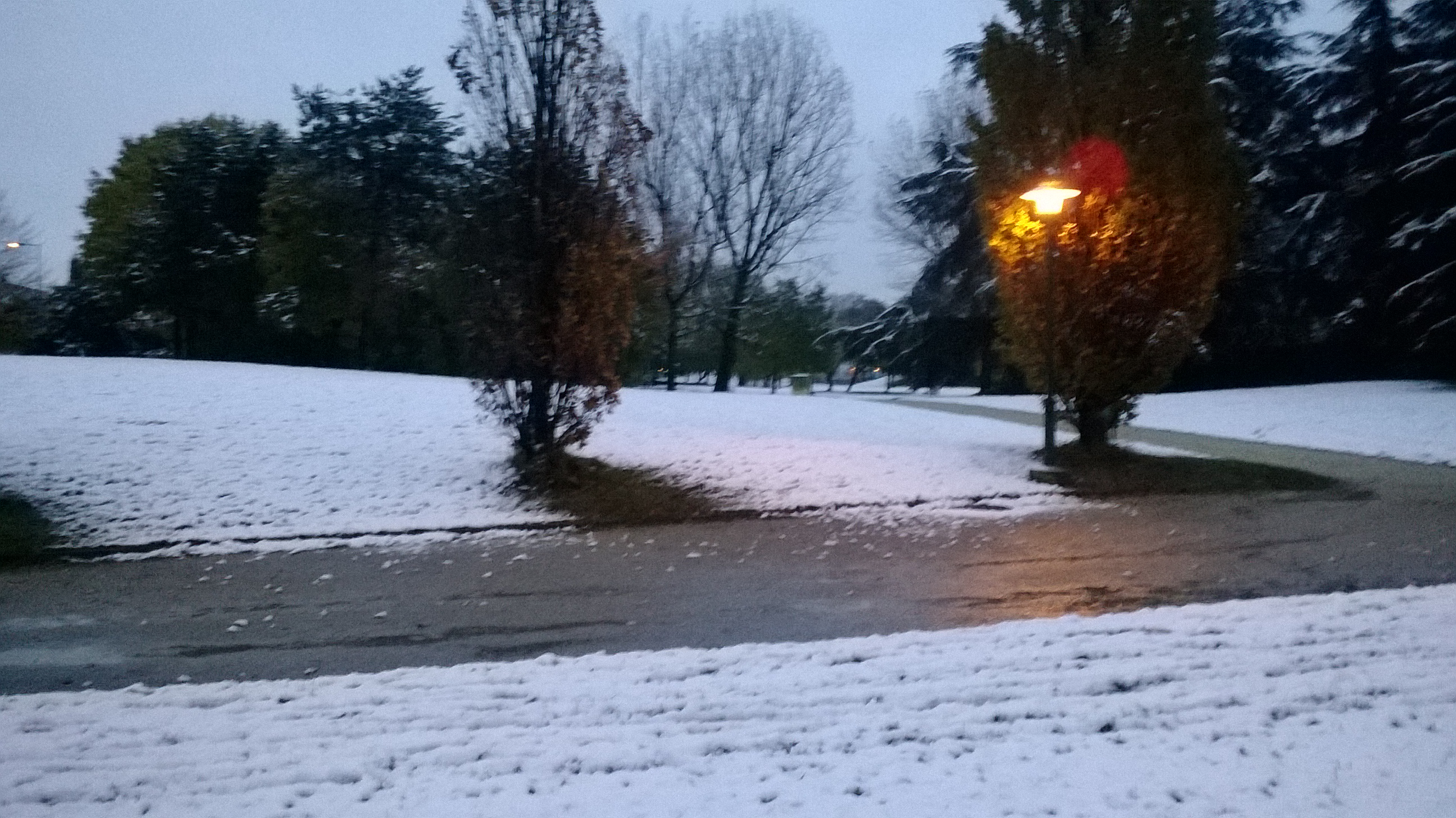
Intérieur du parc.